# Ацо Караманов
Ацо Караманов (мак. Ацо Караманов; *31 січня 1927, Радовиш — †7 листопада 1944, поблизу Берово) — македонський поет та партизан.